# Računarske podmreže
Računarske podmreže (iz oblasti računarskih mreža) delimo u dve osnovne grupe: 
- podmreže
- podmreže

## podmreže
Neposredna veza između dva čvora, to jest, veza bez posredujućih čvorova ili preklopnika. Ako jedan prijemnik prima podatke ali podaci nisu za njega upućeni, onda on prosleđuje podatke dalje drugom čvorištu preko druge point-to-point veze. 
Ova mreža često se još označava kao store-and-forward. Da bi svaka stanica bila spojena sa svakom stanicom, moramo koristiti N*(N-1)/2 PTP veza, ali obično ovo nije neophodno. 

### Topologija zvezde
Topologija zvezde je fizička topologija u kojoj se više čvorova povezuje se centralnom komponentom, najčešće poznata kao razvodna kutija.
Prednost topologije zvezde je u tome što su otklanjanje grešaka i izolacija neispravnosti veoma jednostavni. Lako je dodati i ukloniti čvorove ili promeniti raspored kablova. Nedostaci su da cela mreža otkazuje, u slučaju da razvodna kutija otkaže.

### Topologija prstena
U fizičkoj topologiji prstena svaki čvor u mreži povezan je sa druga dva čvora, pored njega u prstenu. Informacija putuje po jednosmernoj putanji, tako da čvor prima paket sa samo jednog čvora a emituje drugom odeđenom čvoru. Paket putuje po prstenu sve dok se ne vrati do čvora koji je poslao paket. Svaki čvor proverava da li se odredišna adresa paketa slaže sa adresom datog čvora. 
Kada paket stigne na odredište, čvor prihvata poruku, a zatim je šalje nazad pošaljiocu da bi potvrdio prijem.
Prednosti su u tome da su potrebe za kablovima minimalne i što nije potreban centar ožičenja ili orman.
Nedostaci su da ako jedan čvor prestaje sa radom, cela mreža prestaje sa radom. Dijagnostika/otklanjanje grešaka (izolovanje neispravnosti) je otežano, zato se komunikacija odvija u samo jednom smeru.Dodavanje ili uklanjanje čvorova remeti mrežu.

### Topologija stabla
Topologija stabla: ova vrsta topologije se koristi pri isporučivanju usluga kablovske televizije.
Prednost:
mrežu lako proširiti jednostavnim dodavanjem još jedne grane, pa je tako izolovanje grašaka relativno lako. 
Nedostaci: Ako koren postane neispravan, cela mreža postane neispravna. Ako bilo koja razvodna kutija postane neispravna, sve grane sa te razvodne kutije postaju neispravne. Pristup postaje problem ako celo uređenje postane suviše veliko.

### Topologija mrežasta
Mrežasta topologija je posebna vrsta veze od tačke do tačke u kojoj postoje najmanje dve direktne putanje do svake tačke
Stroža definicija mrežaste topologije zahteva da svaki čvor bude direktno povezan sa svim ostalim čvorovima.

##Multipoint veza – veza između više tačaka
Postoji samo jedan komunikacioni kanal, a svi računari u mreži dele ovaj kanal.
Poslate podatke svaka stanica prima, a na osnovu identifikatora odredišne adrese paketa, stanice odlučuju dali da odbace ili da sadrže paket.
Možda ne u potpunoj meri ali svaki paket se obrađuje na svakoj mašini (pročita poglavlju). 
Ovaj način nije najbezbedniji ali omogućava multikasting odnosno grupnog adresiranja računara. 

## Spoljašnje veze
- Besklasno adresovanje i podmrežavanje[мртва веза]